# Карл Ксавер Максимилиан фон Хоентал
Карл Ксавер Максимилиан фон Хоентал (на немски: Karl Xaver Maximilian Graf von Hohenthal; * 23 ноември 1853 в Дрезден; † 8 юли 1899 в Лайпциг) е граф от род фон Хоентал близо до Лайпциг.
Той е най-големият син граф Карл Юлиус Леополд фон Хоентал (1830 – 1892) и първата му съпруга Августа Изидора фон Вутенау (1832– 1886), дъщеря на Карл Адам Траугот фон Вутенау и графиня Изидора фон Хоентал (* 1805), дъщеря на граф Карл Лудвиг Август фон Хоентал (1769 – 1826) и Еренгард Фридерика Вилхелмина фон Кросигк (1781 – 1849). Баща му се жени втори път 1870 г. в Лайпциг за Паула Мелита Клем (1844 – 1924).

## Фамилия
Карл Ксавер Максимилиан фон Хоентал се жени на 9 декември 1886 г. във Витценбург за Мария фон дер Шуленбург (* 25 август 1854, Витценбург; † 26 май 1921, Дрезден), вдовица на фрайхер Аскан фон Кампе (1851 – 1883), дъщеря на граф Хайнрих Мориц II фон дер Шуленбург-Хеслер (1816 – 1874) и Клара Елизабет Вилхелмина Хенриета фон Ягов (1827 – 1873). Те имат три деца:
- Мария Августа Клара Валпурга фон Хоентал (* 16 октомври 1887, Вартенбург а.д. Елбе; † 13 декември 1961, Касел), омъжена за Алберт Вилхелм Бернхард Леополд фон Минквиц (* 8 ноември 1880, Дрезден; † 5 септември 1943, Карлови Вари/Карлсбад)
- Карл Кристиан Готлиб Мориц фон Хоентал (* 26 декември 1888, Вартенбург а.д. Елбе; † 6 май 1951, Олденбург), женен за графиня Илза-Ивонна Фрида Луисе Анна Мария фон Ведел (* 14 март 1896, Париж; † 7 февруари 1981); имат една дъщеря и два сина
- Карл Петер Мориц фон Хоентал (* 28 януари 1890; † 21 август 1956)